# Jana Panská
Jana Panská (* Československo) je česká filmová a divadelní herečka.

## Počátky
Vystudovala konzervatoř a poté se dala na studia DAMU. Věnuje se také kynologii a hře na piano.

## Kariéra
Poprvé se objevila před kamerou v roce 1994 v seriálu Prima sezóna. Vidět jsme jí mohli také v televizní pohádce O mrňavém obrovi nebo komediálním filmu Kameňák 3.
Věnuje se však především divadelnímu herectví a je součástí hereckého souboru Brněnského Divadla Polárka. Hostovala také v Národním divadle.

## Filmografie

### Filmy
- 2003 – Seance Fiction
- 2005 – Kameňák 3

### Televizní filmy
- 1996 – O mrňavém obrovi

### Seriály
- 1994 – Prima sezóna